# 17447 Heindl
17447 Heindl (1990 HE) là một tiểu hành tinh vành đai chính bên trong được phát hiện ngày 25 tháng 4 năm 1990 bởi E. F. Helin ở Palomar.